# Sony Xperia XZ Premium
Sony Xperia XZ Premium是索尼行動通訊於2017年2月27日發布的旗艦手機，乃繼Sony Xperia Z5 Premium後第二部搭载4K解析度的機型。同期競爭對手為Samsung Galaxy S8、HTC U11、iPhone 8及LG G6。
Xperia XZ Premium配备5.5吋4K HDR屏幕、高通骁龙835处理器，4GB RAM及64GB UFS存储，支持IP65/68防水防尘。摄像头為Motion Eye系统，支援960fps（1080P）超慢镜头视频拍摄及0.03秒混合对焦，推出時作業系統是Android 7.1.1 Nougat。
该机获MWC2017最佳新机奖。

## 硬件

### 设计和工艺
Xperia XZ Premium使用官方称为 Loop Surface 的 Unified Design 设计语言，机身顶部与底部都采用 ALKALEIDO 铝合金包裹，而两侧则为镀上了金属涂层的塑料。XZ Premium背面是涂了高反射率铬材质的一体化康宁大猩猩玻璃材质。卡槽可选择双卡双待和单卡+microSD卡拓展两种方式。手机正面有双前置立体声扬声器，1300万像素的前置摄像头，光线传感器，距离传感器和LED提示灯。手机侧面有音量键和两段式拍照按钮，电源键同时集成指纹识别和开机解锁的功能，但指纹识别功能在美国大陆销售的机器上已被禁用。
Xperia XZ Premium的机身尺寸约为156mm*77mm*7.9mm，重量约为195g，其拥有IP65/IP68防水防尘等级。

### 屏幕
Xperia XZ Premium 搭载的是首款支持 HDR 的 4K（3840x2160）屏幕，这是继 Z5 Premium 后全球第二款配备 4K 屏幕的智能手机。该屏幕的sRGB色域是标准视频（SDR）的138%，使用了TRILUMINOS™移动显示技术、X-Reality移动图像引擎、动态对比度增强等技术。同时采用了与索尼的其它机型类似提供了三种显示模式：专业、标准以及超逼真，其中专业模式是首次加入且该模式会针对 sRGB 色域进行针对性优化。白平衡以及更新 Android 7.0 后的 DPI 都支持手动调节。
自此代开始，Sony Xperia 手机将屏幕调光模式由DC调光变更为PWM调光。

### 性能
Xperia XZ Premium 搭载的是采用三星10nm FinFET LPE工艺的高通骁龙835处理器（MSM8998），其采用 Kryo 280 架构，基于 ARMv8 设计，和 4x2.45GHz+4x1.9GHz (4大核+4小核)的八核心设计，其四颗大核的L2二级缓存设计为2MB，四颗小核的L2二级缓存为1MB。其内置X16千兆级LTE调制解调器，并且支持 802.11ad 多千兆级Wi-Fi，同时也支持蓝牙5.0标准。图形方面骁龙835搭载了主频为670MHz的 Adreno 540 GPU，支持 OpenGL ES 3.2、完整的OpenCL 2.0、Vulkan 和 DX12 等各种图形标准。
Xperia XZ Premium搭载了4 GB LPDDR4X运存和 64GB UFS2.1闪存，支持拓展高达256GB的microSD卡。

### 相机
Xperia XZ Premium 搭载的是 MotionEye 相机模组，具备 960fps 高速录影能力解析度可到HD。MotionEye 主要由三部分构成，包括25mm f/2.0的 G 镜头，基于索尼三层堆叠技术的 1/2.3英寸 像素间距1.22μm 19MP的Exmor RS IMX400感光元件，以及 BIONZ 移动图像处理引擎。
Xperia XZ Premium 主相机其还支持三重影像传感技术、预测式混合自动对焦、预测捕获、0.5秒快速启动及捕捉、SteadyShot 智能主动模式（五轴防抖）、抗失真快门以及低光摄影：ISO12800/4000（视频）等多种技术。
其前置相机模组由22mm F2.0 广角镜头和1/3.06英寸 Exmor RS 感光元件构成。同时支持低照明条件照片拍摄和 SteadyShot 智能主动模式（五轴防抖）。

### 音频
Xperia XZ Premium 搭载的是高通 WCD9335 音频解码芯片，带有标准的3.5毫米音频插孔。支持高解析音频 (LPCM、FLAC、ALAC、DSD)、DSEE HX、LDAC、数码降噪技术和Clear Audio+技术，同时可利用多个麦克风实现立体声录音。

### 连接和通讯
Xperia XZ Premium 底部配备了支持USB 3.1 Gen 1的USB Type-C接口，支持GSM GPRS/EDGE (2G)、UMTS HSPA+ (3G)、LTE (4G) Cat16网络。其搭载索尼音频编码技术 LDAC ，同时也支持aptX音频编码技术。其支持 AGNSS (GPS + GLONASS)、北斗卫星导航系统和伽利略卫星导航系统，同时具备2x2 MIMO天线的双频Wi-Fi a/b/g/n/ac、DLNA、蓝牙5.0、WiFi Miracast、MirrorLink、Google Cast、NFC等技术。

### 电池
Xperia XZ Premium 配备了 3230mAh 容量的电池，其内置高通的 QuickCharge 3.0 和 Qnovo 自适应充电技术。 这使设备能够实时监测电池充电过程，并相应地调整充电参数，以最大限度地减少电池损坏并延长电池组的使用寿命。 它还附带了索尼专有的电池保护功能，通过学习和识别用户的充电区间来控制电话的充电时间，防止手机因过度充电而损坏电池的电池。

### 颜色
| 顏色 | 名稱 | 英語            | 備註                                   |
| ---- | ---- | --------------- | -------------------------------------- |
|      | 鏡黑 | Deepsea Black   | 雙镜面的黑色在反射之下會有淡淡的寶藍色 |
|      | 鏡銀 | Luminous Chrome | 雙鏡面的銀色，與Z5P相同                |
|      | 鏡粉 | Bronze Pink     | 背蓋為塑面而非鏡面                     |
|      | 鏡紅 | Rosso           | 雙鏡面的紅色，開關鍵為黑色             |

## 软件
Xperia XZ Premium 发售时采用Android 7.1.1 Nougat操作系统，其Android Oreo 操作系统已从2017年10月23日开始向各个版本推送。Android Pie(9.0)操作系統已從2018年11月10日開始向各個版本推送。

## 引用
1. ↑  .   [2017-02-27]. （原始内容存档于2017-10-16）.
2. ↑  .   [2017-02-27]. （原始内容存档于2017-05-14）.
3. ↑  .   [2017-03-03]. （原始内容存档于2017-03-03）.
4. 1 2 3 4  .   [2018-01-17]. （原始内容存档于2018-01-18）.
5. ↑  .   [2018-01-17]. （原始内容存档于2018-01-18）.
6. ↑  .   [2018-01-17]. （原始内容存档于2018-01-18）.
7. 1 2 3 4 5 6 7 8 9  .   [2018-01-17]. （原始内容存档于2018-01-04）.
8. ↑  .   [2018-03-05]. （原始内容存档于2018-03-05）.
9. 1 2  .   [2018-01-17]. （原始内容存档于2018-01-18）.
10. ↑  .   [2017-01-17]. （原始内容存档于2018-01-18）.
11. ↑  .   [2018-01-17]. （原始内容存档于2018-01-18）.
12. ↑  .   [2017-01-17]. （原始内容存档于2018-01-18）.
13. ↑  .   [2017-01-17]. （原始内容存档于2018-01-18）.
14. ↑  .   [2018-11-10]. （原始内容存档于2018-11-20）.

## 外部連結
- Xperia™ XZ Premium 官方網站 - Sony Mobile (香港)（页面存档备份，存于）
- 官方白皮书, 2月 2017(单卡)
- 官方白皮书, 5月 2017(单卡)
- 官方白皮书 (双卡)

| 前任： Sony Xperia Z5 Premium | Sony Xperia XZ Premium 2017 | 繼任： Sony Xperia XZ2 Premium |